# Schwebebahnstation Zoo/Stadion
| Zoo/Stadion        | Zoo/Stadion          |
| ------------------ | -------------------- |
|                    |                      |
| Eröffnung:         | 1. März 1901         |
| Neubau:            | 2003                 |
| Stadtteil:         | Sonnborn             |
| Lage:              | Wasserstrecke        |
| Anschrift:         | Sonnborner Straße 11 |
| Stationsnummer:    | 5                    |
| Streckenkilometer: | 2,9                  |
| Stützen:           | 106–107              |
| Ehemaliger Name:   | Zoologischer Garten  |

Die Schwebebahnstation Zoo/Stadion ist eine Station der Wuppertaler Schwebebahn im Stadtteil Sonnborn der Stadt Wuppertal. In ihrer Nähe befinden sich der Wuppertaler Zoo und das Stadion am Zoo. Sie liegt zwischen den Schwebebahnstationen Sonnborner Straße (Richtung Vohwinkel) und Varresbecker Straße (Richtung Oberbarmen).

## Lage
1881 wurde der Wuppertaler Zoo eröffnet. Östlich der Station entstand ab 1892 ein Villenviertel, das Wuppertaler Zooviertel, sowie 1924 das Stadion am Zoo. In der weiteren Umgebung befindet sich der Bahnhof Wuppertal Zoologischer Garten.

## Geschichte und Architektur
Früher hieß die Station „Zoologischer Garten“, diese wurde aber wegen des später erbauten Stadions in „Zoo/Stadion“ umbenannt. Die Stahl-Glas-Konstruktion wurde wegen des zu erwartenden Andrangs bei Sportveranstaltungen mit besonders breiten Bahnsteigen versehen.
Früher existierte südlich der Station eine Wendeschleife. Diese wurde jedoch 1951 als Ersatzteilspender abgebaut, zumal ein Wenden ohnehin nur mit Einzelwagen möglich gewesen war. Um bei Veranstaltungen im Stadion eine hohe Taktfrequenz anbieten zu können, wurde im Jahr 1974 eine neue Wendeanlage in Form einer Drehscheibe mit anschließendem Abstellgleis parallel zu den Streckengleisen an der Stelle der früheren Wendeschleife eingebaut. Jedoch war auch diese Konstruktion störanfällig, so entgleiste am 28. Juli 1992 ein Schwebebahnzug, außerdem lief Öl aus der Drehscheibe in die Wupper. Infolgedessen wurde die Wendeanlage stillgelegt und beim Austausch des Gerüsts im Jahr 2002 endgültig entfernt.
Im Jahr 2003 wurde der Neubau der Station eröffnet.

## Schwebebahn
| Linie | Verlauf | Takt    |
| ----- | --- | ------- |
| 60    | Vohwinkel Schwebebahn – Bruch – Hammerstein – Sonnborner Straße – Zoo/Stadion – Varresbecker Straße – Westende – Pestalozzistraße – Robert-Daum-Platz – Ohligsmühle/Stadthalle – Hauptbahnhof – Kluse – Landgericht – Völklinger Straße – Loher Brücke – Adlerbrücke – Alter Markt – Werther Brücke – Wupperfeld – Oberbarmen Bf | 3–5 min |

## Umsteigemöglichkeit
| Linie | Verlauf                                                                           | Takt                             |
| ----- | --------------------------------------------------------------------------------- | -------------------------------- |
| 600   | Vohwinkel Schwebebahn – Zoo/Stadion – Wall / Museum (Hbf)                         | zwei- bis viermal in der Nacht   |
| 605   | Zoologischer Garten – Zoo/Stadion – Wanderparkplatz/Arboretum – Solingen-Müngsten | 30 min an bestimmten Wochenenden |